# Piazza Matteotti (Catanzaro)
Piazza Matteotti è una delle principali piazze di Catanzaro, capoluogo della regione Calabria. È ubicata fra il centro storico e la parte settentrionale della città. È dedicata a Giacomo Matteotti, segretario del Partito Socialista Italiano, assassinato da una squadra fascista nel 1924.

## Storia
In origine, la piazza si chiamava "Piazza Indipendenza" (da Via Indipendenza, che tutt'oggi ne è il principale ingresso) e ospitava il monumento al generale garibaldino Francesco Stocco, che fu spostato negli anni sessanta in Piazzetta Osservanza, odierna Piazza Stocco. L'area fu anche la storica sede della Fiera di San Lorenzo (la cui prima edizione si svolse nel 1426), ubicata oggi nel quartiere Mater Domini.
La piazza come la si intende oggi nasce nel 1991, allorquando si sentì l'esigenza di consegnare un grande spazio aperto e irregolare alla mobilità pedonale. Fino ad allora, lo spazio era occupato principalmente da automobili e fungeva da parcheggio. Il progetto del nuovo salotto cittadino e la direzione dei lavori furono affidati all'architetto romano Franco Zagari, che nel suo lavoro fu coadiuvato da Ferdinando Gabellini, Enzo Amantea, Antonio Uccello. Al termine dello svolgimento dei lavori, la piazza fu inaugurata nel 1992.
L'opera è caratterizzata da una pavimentazione in granito nero e travertino il cui disegno è ispirato alle opere di Victor Vasarely, pittore ungherese naturalizzato francese fra i principali esponenti del movimento artistico Op art. Inoltre, inizialmente, spiccava una grande "scala" a forma di meridiana.
La piazza è stata quasi interamente ristrutturata a agli albori del nuovo millennio. Nel 2007 fu indetto dall'Amministrazione comunale della città un concorso di idee, vinto nuovamente da Franco Zagari e dal suo gruppo di lavoro, formato da Ferdinando Gabellini, Giovanni Laganà e Domenico Avati. I lavori di riqualificazione furono terminati nel 2015. I principali temi del restyling furono sicuramente l'abbattimento della "meridiana", sostituita da una fontana triangolare dalla base in vetro, e dalla posa della nuova pavimentazione (in corsite, in nella sezione su cui affaccia il Palazzo della Corte d'appello. Inoltre, è stata creata anche una nuova sezione chiamata "giardino dei ciliegi" e sono state poste delle sedute multicolore in plastica.
La riqualificazione ha interessato anche alcune zone attigue alla piazza principale. La piazzetta orientale (su cui affaccia il palazzo dell'ex-Standa) è stata dedicata a Mimmo Rotella, artista catanzarese che fu legato al movimento internazionale della Pop Art. Inoltre, è stata ripavimentata e sono state rimosse le fontane che la caratterizzavano. Al loro posto sono state inserite delle stele recanti le opere dell'artista. È stata anche realizzata una piazzetta ai piedi della statua del Cavatore. I marciapiedi intorno alle opere sono caratterizzati da strisce d'asfalto decorate degli studenti dell'Accademia di belle arti della città.
Il processo riqualificativo della zona è stato portato a termine nel 2017, con i lavori che hanno interessato il viadotto Kennedy, asse viario che collega la piazza a Piazza Stocco e alla rotatoria Gualtieri. In tale contesto, sono stati riqualificati i marciapiedi, con nuove piastrelle in quarzite, ed è stato rifatto l'impianto di illuminazione a led. Inoltre, sulla ringhiera che cinge la strada, è stata dipinta una frase attribuita al 35º Presidente statunitense John Fitzgerald Kennedy, assassinato nel 1963: "L'opera divina spetta a noi, la nostra buona coscienza essendo la ricompensa e la storia il giudice".

## Architetture e monumenti

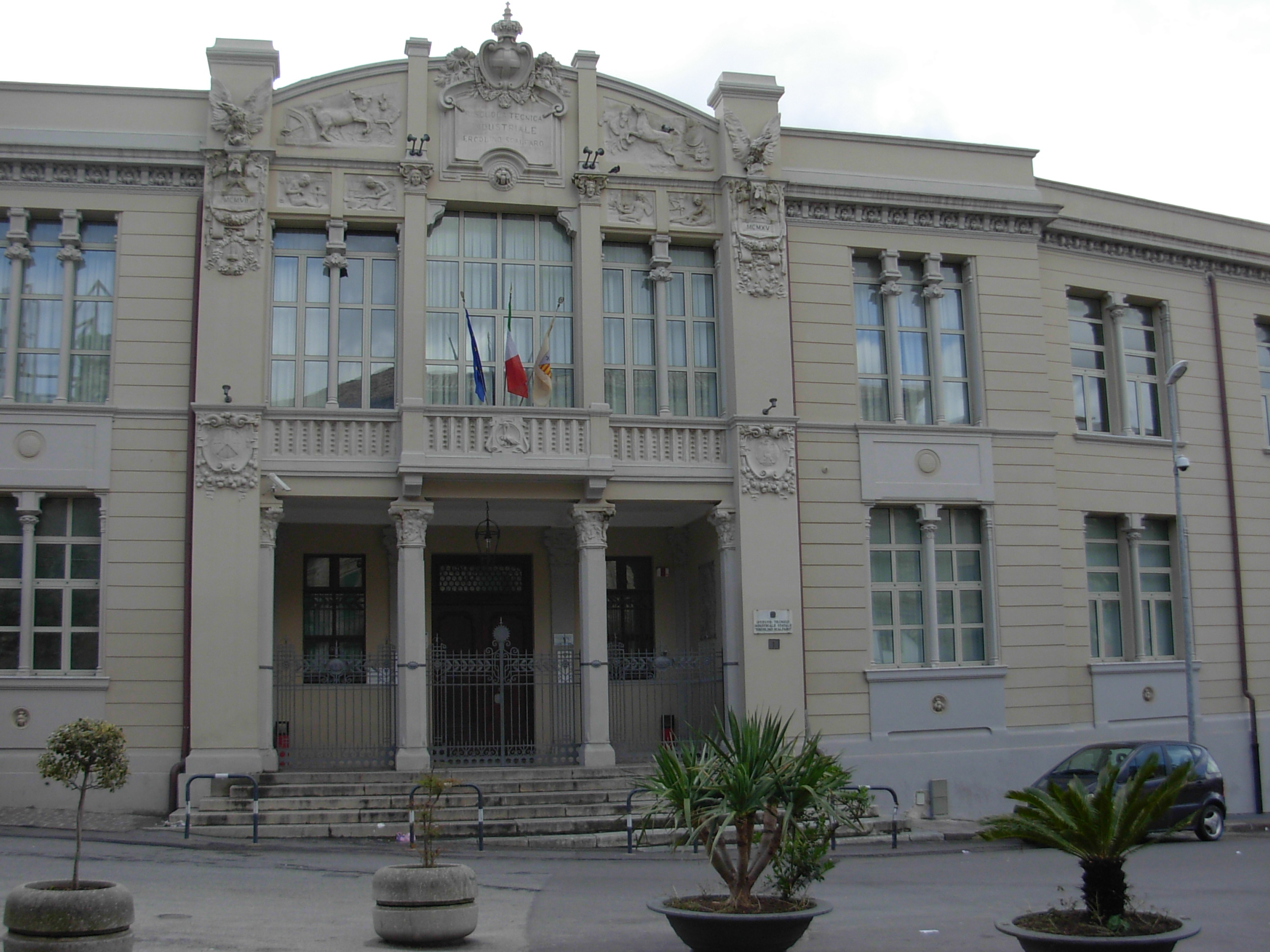
L'ITIS "Ercolino Scalfaro".

Sebbene la piazza vera e propria fu concepita nei primissimi anni novanta, il perimetro dell'ampio slargo dalla forma irregolare in cui è ubicata è composto da architetture e palazzi di notevole interesse storico e prestigio architettonico. La zona urbanistica in questione, che arriva fino all'odierna Piazza Stocco, veniva anticamente chiamata "fuori le porte", indicando la zona immediatamente al di fuori delle mura del centro storico in direzione nord.
Delle architetture civili oggi presenti, la prima ad essere edificata fu il Palazzo dell'ITIS Ercolino Scalfaro, i cui lavori, iniziati nel 1905, terminarono nel 1912. L'Amministrazione comunale, con la costruzione della sede dell'allora "Antica Scuola di Arti e Mestieri", intendeva avviare una politica di recupero di una zona degradata. Nel frattempo, la zona era stata collegata al centro storico (Piazza Roma) tramite una linea tranviaria entrata in servizio nel 1910. La stazione dell'allora Piazza Indipendenza fu edificata a partire dal 1907. Recuperata nel 2016 dopo anni di abbandono, l'edificio in stile liberty è oggi una sala espositiva.

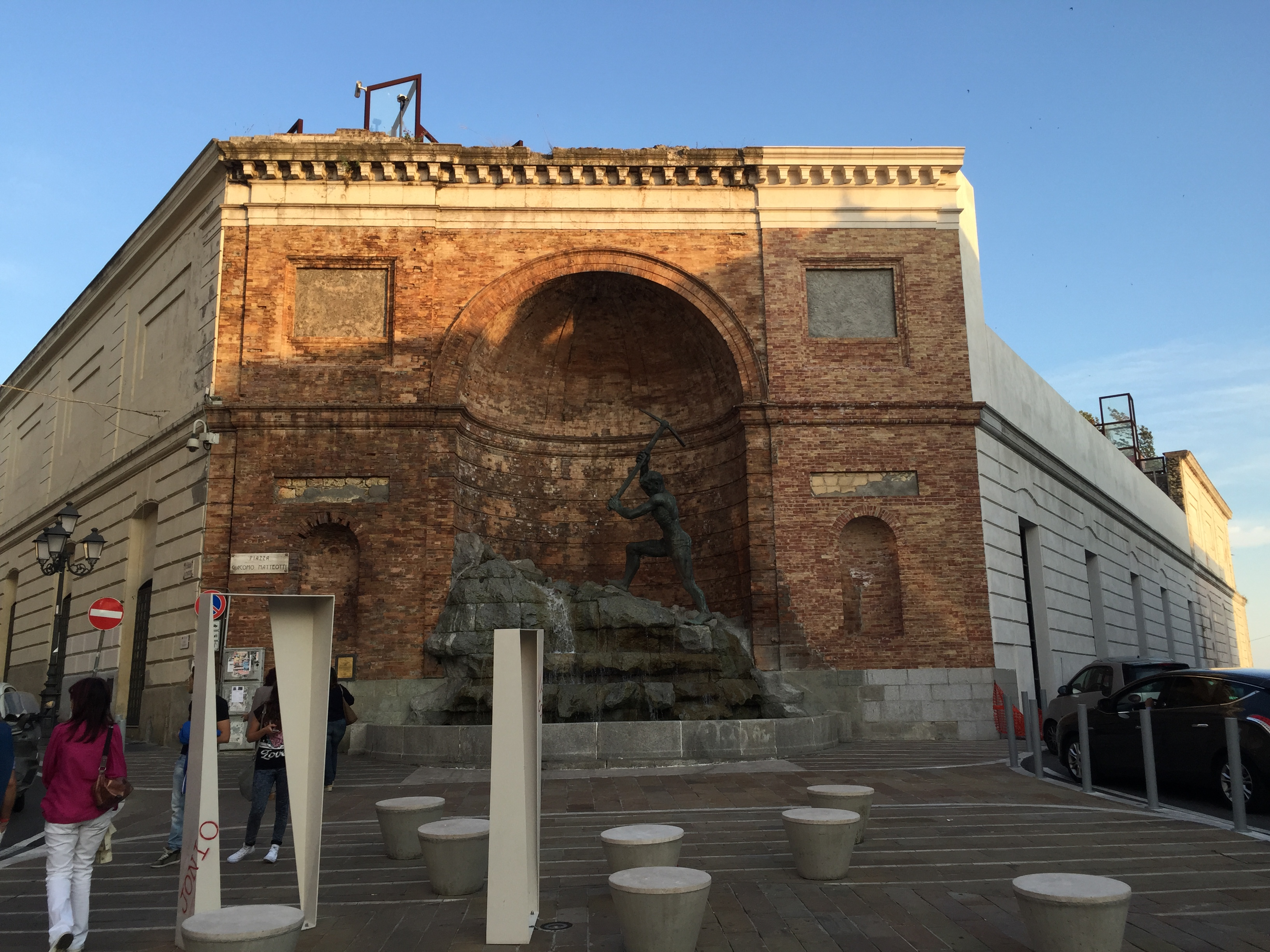
Il Cavatore.

I lavori di bonifica continuarono negli anni successivi e nel 1930 fu inaugurato l'imponente palazzo che ospita gli uffici della Corte d'appello. Cinque anni più tardi, nel 1935, venne costruito il palazzo del "Grande Albergo Moderno", uno degli alberghi catanzaresi più rinomati e lussuosi, che completò il perimetro dell'attuale piazza. Oggi è sede di un istituto bancario.
I monumenti che cingono la piazza sono il Monumento ai caduti della Grande Guerra, scultura bronzea opera del calabrese Michele Guerrisi risalente al 1933 e danneggiata dai bombardamenti del 1943, e soprattutto la fontana monumentale del Cavatore. Quest'ultimo è un'imponente statua bronzea, opera di Giuseppe Rito della seconda metà del novecento. Considerato a pieno titolo come uno dei simboli della città, è inserito in una nicchia scavata nelle mura del Complesso monumentale del San Giovanni, l'antico castello normanno, il cui piano di recupero fu firmato, tra l'altro, da Franco Zagari, progettista della piazza, nel 1988.

## Infrastrutture
La piazza è servita da una stazione ferroviaria che porta il suo nome, attiva sulla Ferrovia Cosenza-Catanzaro Lido, e parte integrante della cosiddetta Metropolitana di Catanzaro.